# Anastasia Karpova
Anastasia Karpova (Анастасия Карпова) nacida el 2 de noviembre de 1984, es una cantante rusa. Conocida por formar parte del grupo pop ruso "Serebro". Se unió a la banda como miembro en el año 2009, después de que Marina Lizorkina dejara el grupo.
Después de cuatro años el 27 de septiembre de 2013, al acabar un concierto en San Petersburgo Karpova anunció que era su última actuación junta la banda. Esto fue por decisión mutua con los grupos de productores y el resto de chicas integrantes del grupo, así Anastasia dejó Serebro para seguir una carrera en solitario.
El 15 de mayo de 2014, Elena Temnikova (Serebro) anunció que dejaría la banda por su mala salud. Entonces, Maxim Fadeev, productor de Serebro anunció que en el lugar de Elena se colocaría a una exmiembro del grupo, así Anastasia Karpova regresó como cantante al grupo en sustitución de Elena Temnikova.